# Richard Rodríguez (Fußballspieler, 1992)
Richard Rodríguez, vollständiger Name Richard Rodríguez Álvez, (* 13. Juli 1992 in Sauce oder Toledo) ist ein nicaraguanischer Fußballspieler.

## Karriere
Der 1,81 Meter große Defensivakteur Rodríguez gehörte von der Zweitliga-Saison 2010/11, in der er zwei Spiele absolvierte (kein Tor)>, bis Anfang September 2014 dem Kader des in Montevideo beheimateten Club Atlético Rentistas an. In den Spielzeiten 2011/12 bzw. 2013/14 sind dort zehn bzw. sechs Einsätze in der Primera División für ihn verzeichnet. Ein Tor erzielte er nicht. Zur Apertura 2014 schloss er sich auf Leihbasis dem Zweitligisten Canadian Soccer Club an. In der Saison 2014/15 wurde er bei den Montevideanern 23-mal (kein Tor) in der Segunda División eingesetzt. Ab Mitte Juli 2015 setzte er seine Karriere in Honduras bei CD Platense fort. Dort bestritt er 26 Partien in der Liga Nacional und schoss ein Tor. Im August 2016 wechselte er zum uruguayischen Zweitligisten Club Sportivo Cerrito, für den er in der Saison 2016 elfmal (kein Tor) in der Liga auflief. Mitte Januar 2017 verpflichtete ihn der Club Deportivo Vida. Für die Honduraner traf er zweimal und wurde bei 28 Ligaspielen eingesetzt.
Mitte Dezember 2017 wechselte er mit Wirkung von Januar 2018 zu Real Estelí Fútbol Club nach Nicaragua. Im Sommer 2019 wechselte er zu Deportivo Santaní nach Paraguay.
Im Januar 2020 kehrte er zu Real Estelí Fútbol Club zurück. Anfang Juni 2022 wechselte er zur neuen Saison nach AD Municipal Liberia in Costa Rica.

## Nationalmannschaft
Sein erstes Länderspiel in der Nationalmannschaft bestritt er am 6. September 2019 beim Länderspiel gegen St. Vincent im Rahmen der CONCACAF Nations League. Danach spielte er in weiteren Spielen der CONCACAF Nations League und Freundschaftsspielen.